# Insektssamling

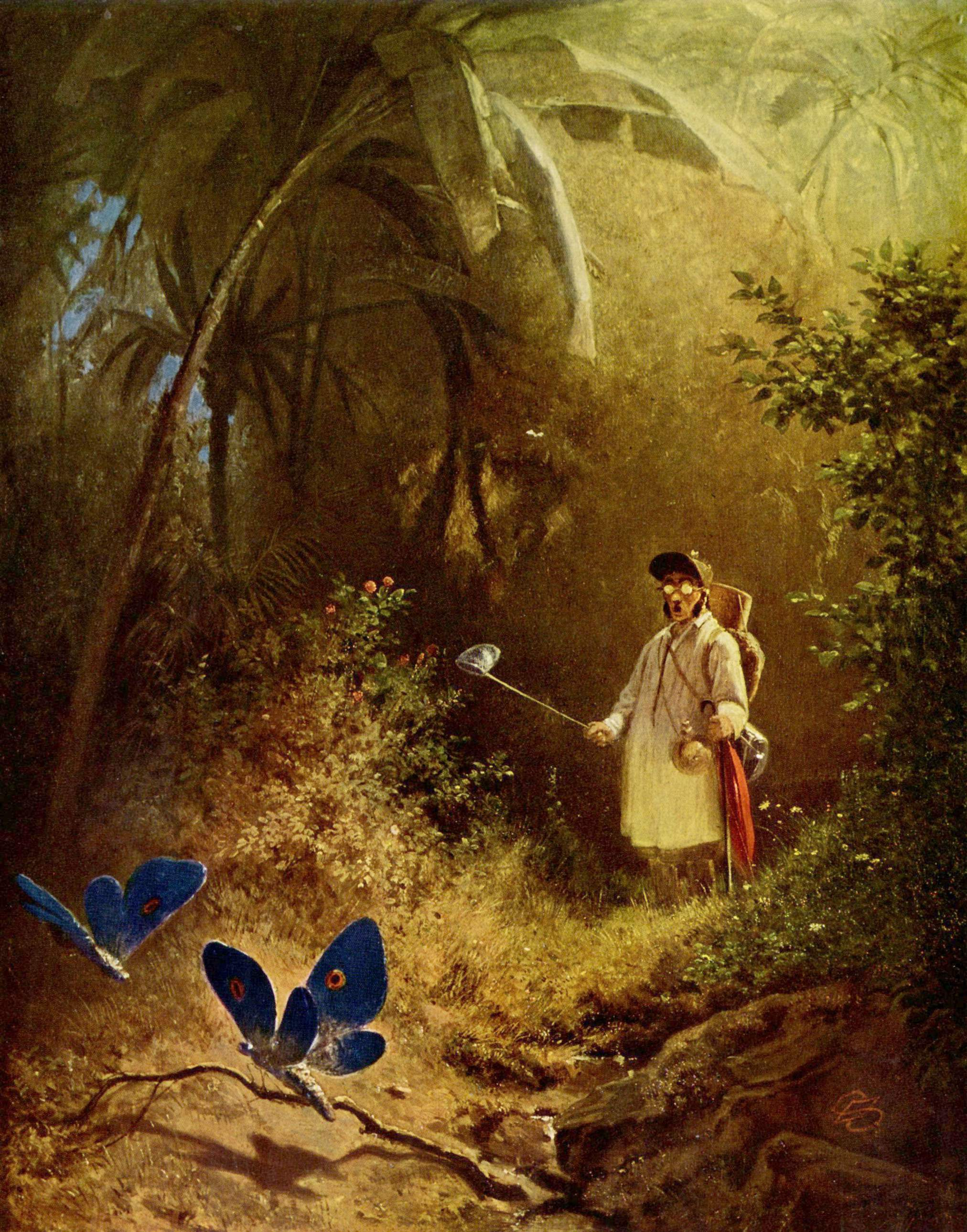
Fjärilssamlaren, målning av Carl Spitzweg

Insektssamling är insamlandet av insekter för nöjes skull eller i vetenskapligt syfte. Traditionellt är insektssamling en populär och långt utbredd hobby, men nuförtiden handlar det mest om vetenskaplig forskning. Insamlingen är nödvändigt för att kunna möjliggöra en säker artbestämning och är därför en väsentlig del av entomologin.
Insekter insamlas med olika metoder och placeras därefter i burk innehållande gift, oftast etylacetat (ättikester) eller kaliumcyanid, för att insekten ska få en smärtfri död och inte skada sina vingar Efter någon timme när gasen verkat, brukar insekten spännas upp på en spännbräda. Där sitter den med nålar för att stelna i tre veckor innan den sätts upp i samlingsskåpet.
Insekternas hud är täckt med ett mer eller mindre förhårdnat hudskelett, exoskelett, som består av kitin och möjliggör att insekter lätt bevaras i lådor.

## Fångstmetoder

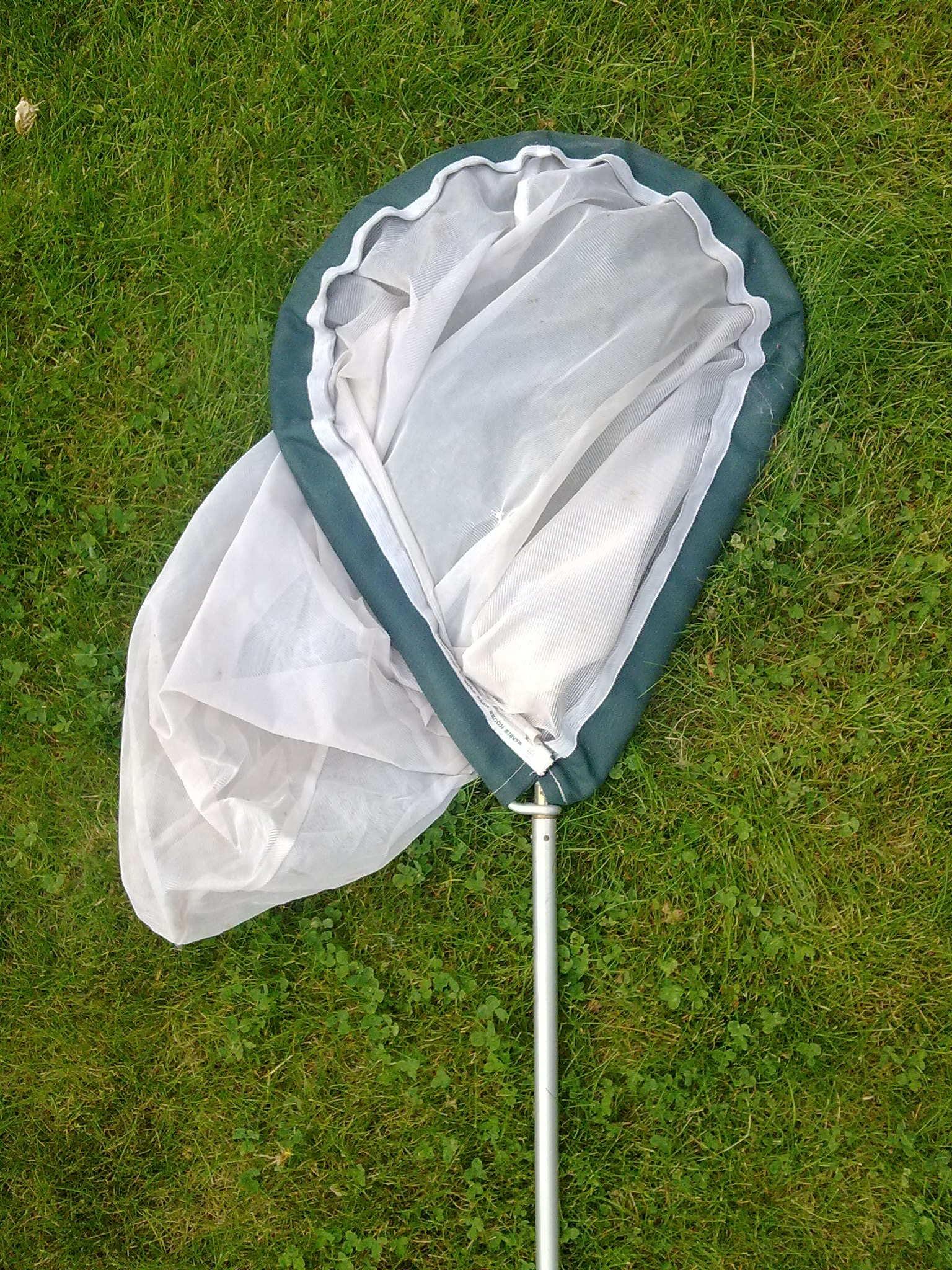
Fjärilshåv

Om man samlar insekter behöver man i princip endast en burk med gift, men för att göra insamlingen mera effektiv använder man olika redskap för att få fast insekterna.
Håven är det klassiska redskapet för flera insamlare. Med den fångar man flygande insekters så som fjärilar, bin, humlor, flugor osv. Håven kan även användas för att slå på växter, så att insekter faller ner i håven. Man kan också använda håv för att få fast insekter i vattnet.   
Flera insekter dras till ljus under natten. Då insekterna är vid ljuset kan de lätt sättas i burk. Lampor som används för detta ändamål är i huvudsak 125 och 250 Watts kvicksilverlampor. Denna metod används mest för att få tag på nattfjärilar. 
Insekter attraheras även av olika söta och sura dofter. Det finns olika blandningar som doppas i till exempel bomull och sätts ut i naturen. Nedan ett recept för att fånga nattflyn. 
- Folköl (2,8 %) - 1 burk, 50 cl
- Honung - ca 25 g
- Farinsocker - ca 55 g
- Strösocker - ca 110 g
- Äpple - en riven klyfta
- Jäst - någon smula
- Melass - ca 110 g (om man har, ersätt med farinsocker och strösocker annars)

## Avlivning

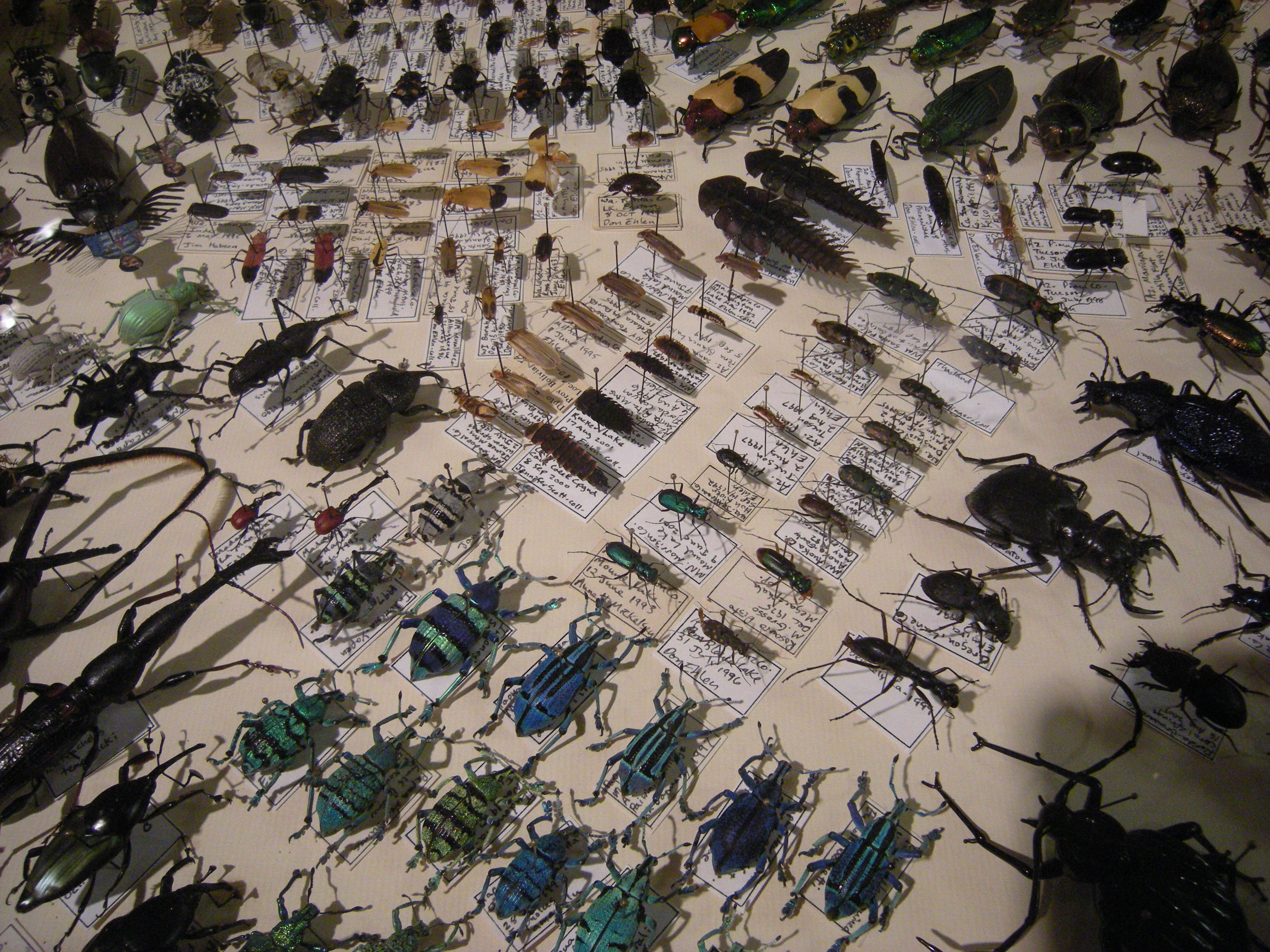
Typisk insektssamling.

För att avliva insekter använder man sig av olika gifter som förångas i en glasburk. Insekterna kvävs i de giftiga gaserna utan att förstöra sina vingar eller några andra kroppsdelar.
Etylacetat (Ättiketer) är troligen det mest använda giftet i insektssamling. Giftet kan lätt köpas från apoteket utan recept och det är förhållandevis ofarligt för människan. Nackdelen med etylacetat vid insamling är att flera grönfärgade insekter, som till exempel mätare, gräshoppor och guldögonssländor mister sin färg. Överdoseras giftet koncentreras den lätt i vingarna på insekter, vilket leder till "blöta" och misslyckade exemplar.
Kaliumcyanid är ett annat användbart gift. Det behövs ytterst lite av det för att avliva en insekt, och det finns inga problem med färgen. 
Andra ämnen som används vid avlivning är kloroform och tetrakloretan.
Ett modernare och relativt miljövänligt sätt att avliva insekter är att frysa dem. Insekterna förlorar inte sin färg, och de blir inte torra och kan lätt prepareras. Metoden har dock sina begränsningar, då den t.ex. inte går att använda i fält.